# Klaus Hinrich Heberle
Klaus Hinrich Heberle (* 7. Januar 1931 in Kiel; † 19. Februar 1998 in Louisville, Kentucky) war ein US-amerikanischer Philosoph und Politikwissenschaftler. Er war der Sohn des Soziologen Rudolf Heberle und ein Enkel Ferdinand Tönnies’.

## Leben
Heberle studierte Jura an der University of Louisville. Danach war er als Dozent an der Oklahoma State University und der Syracuse University tätig. Er wurde als Professor für Politische Wissenschaften an die Eastern Kentucky University berufen und forschte und lehrte dort bis zu seinem jähen Tode. In Deutschland wirkte er als Gastprofessor der Universität Kiel.

## Publikationen (Auswahl)
- (Hg.): Ferdinand Tönnies in USA. Recent analyses by American scholars. Rolf Fechner Verlag, Hamburg 1989 (zweite, um ein Nachtwort von Arno Bammé erweiterte Auflage, Profil Verlag, München, Wien 2023, ISBN 978-3-89019-804-0).